# Frederik Christiaan Hendrik Roijaards
Frederik Christiaan Hendrik Roijaards (Utrecht, 12 april 1860 – Heemstede, 12 oktober 1917) was een Nederlandse burgemeester.

## Leven en werk
Roijaards werd in 1860 te Utrecht geboren als zoon van de advocaat - het latere liberale Tweede Kamerlid, Willem Jan Roijaards en Jacoba Margaretha barones Taets van Amerongen. In 1889 werd hij benoemd tot burgemeester en secretaris van de toenmalige gemeente Ammerstol. Per 1 april 1892 werd hij benoemd tot burgemeester van Loosdrecht. Op zijn verzoek kreeg hij per 1 maart 1906 eervol ontslag als burgemeester van Loosdrecht. Hij vestigde zich daarna in Heemstede. Van 1906 tot 1912 woonde hij in het monumentale landhuis Oud-Berkenroede. In 1912 verruilde hij deze woning voor het nabijgelegen Klein Berkenrode. Roijaards was waarsman en vanaf 1911 hoogheemraad van het Hoogheemraadschap Zeeburg en Diemerdijk.
Roijaards trouwde op 5 maart 1890 in Engeland met Isabella Kate Roberts. Hij overleed in oktober 1917 op 57-jarige leeftijd in Heemstede. Hij werd op 17 oktober 1917 begraven op de Algemene Begraafplaats te Utrecht.